# Castillo de Alginet
El Castillo de Alginet fue construido en el siglo XVI y pertenecía al señor de Cabañelles. Situado dentro de la población urbana, actualmente está rehabilitado y alberga la Casa Consistorial de la población.
Es bien de interés cultural con la denominación oficial de Palacio fortaleza del señorío de Alginet.

## Descripción

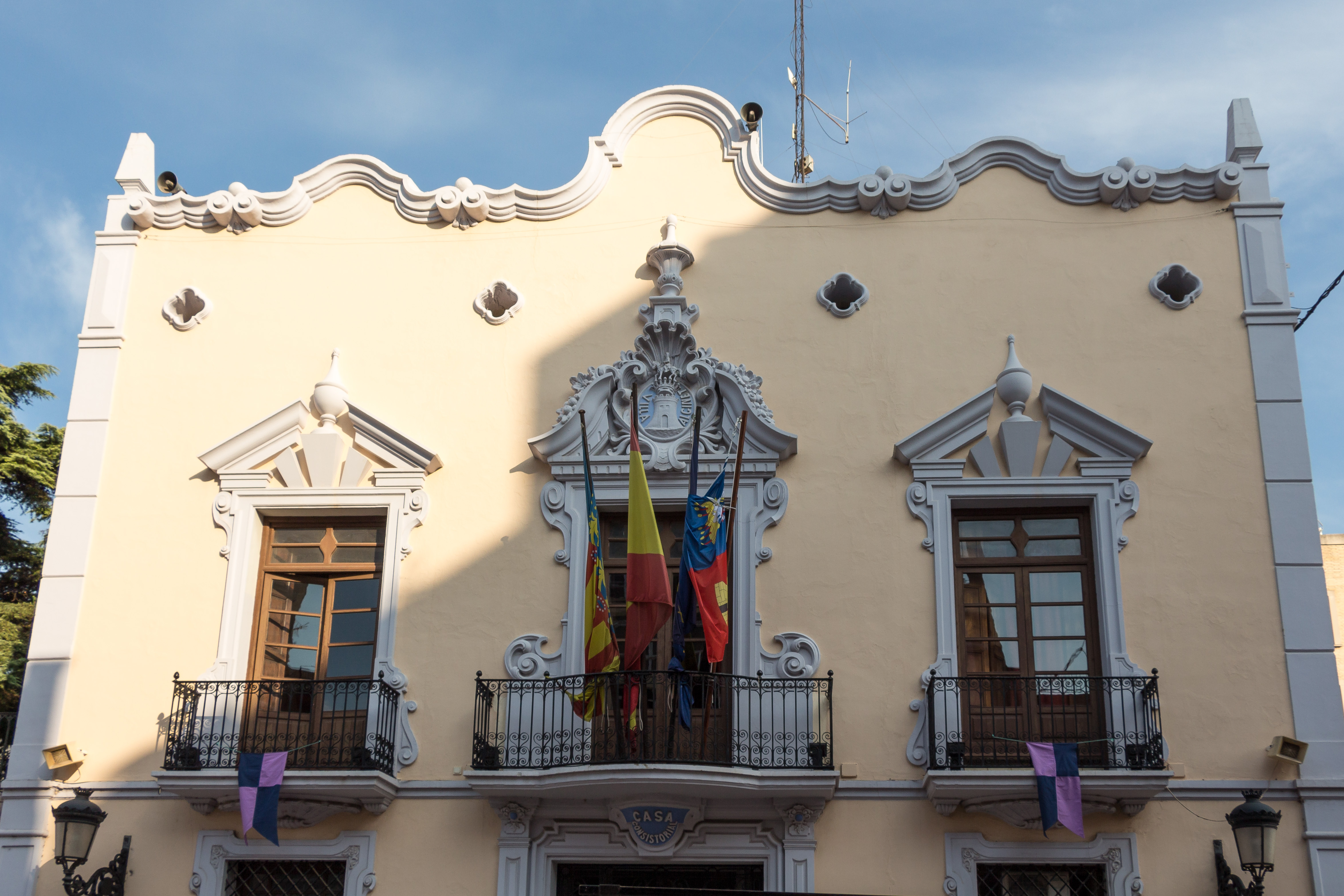
Ayuntamiento de Alginet

El antiguo castillo-palacio que el gobernador de Valencia y señor de Alginet, Jeroni Cabanyelles, alberga en la actualidad el edificio del ayuntamiento de esta localidad valenciana. El palacio consistorial se encuentra situado junto al Camino Real, entre la Iglesia de San Antonio y el Mercado Municipal, hoy Plaza del País Valenciano, en el centro del pueblo.
El conjunto está formado por el actual Ayuntamiento construido sobre los restos del castillo, la Iglesia Parroquial de San Antonio Abad, el edificio que los une, y el mercado situado tras el Ayuntamiento. 
El actual Ayuntamiento es de planta cuadrangular (dos alas octogonales), siendo una cuarta parte de la planta un patio cerrado. Tiene tres plantas, siendo la última una cambra. Del antiguo castillo se conserva una galería subterránea abovedada bajo el muro de cerramiento del patio, así como se conoce la existencia de un foso perimetral y un torreón de planta circular en la esquina sudeste por un croquis aportado por el Marqués de Monistrol para el Plan de Ensanche de finales del siglo XIX. Destaca el lenguaje arquitectónico empleado en su fachada sur, en la que sobresale el manierismo neoclásico de Vicente Constantino Marzo.  Al interior presenta una escalera principal que da paso a las plantas superiores, en la planta principal se encuentra el salón de sesiones, al interior se sigue el mismo estilo. La fachada este fue realizada por José María Cerveró siguiendo el mismo estilo que la anterior. La fachada de poniente, obra también de Cerveró, fue diseñada a imitación de la del sur, según la memoria del proyecto fechado en 1952. En estas fachadas el neoclásicismo está enfatizado hasta el manierismo y mezclado con elementos propios  del eclecticismo historicista de finales del siglo XIX. En el interior, tanto la escalera como el salón de sesiones se corresponden estilísticamente con estas características, cosa que hace pensar que también son obra de Marzo.
Los restos arqueológicos del palacio se hallaron en 2009, a raíz de las obras de remodelación que se llevaron a cabo en la plaza del Ayuntamiento de Alginet. Desde entonces el Consistorio ha llevado a cabo las obras necesarias para rehabilitar estos elementos arqueológicos. Dos años después de descubrir parte del patrimonio de la localidad, Alginet recuperó el foso y el torreón del castillo símbolo del municipio.

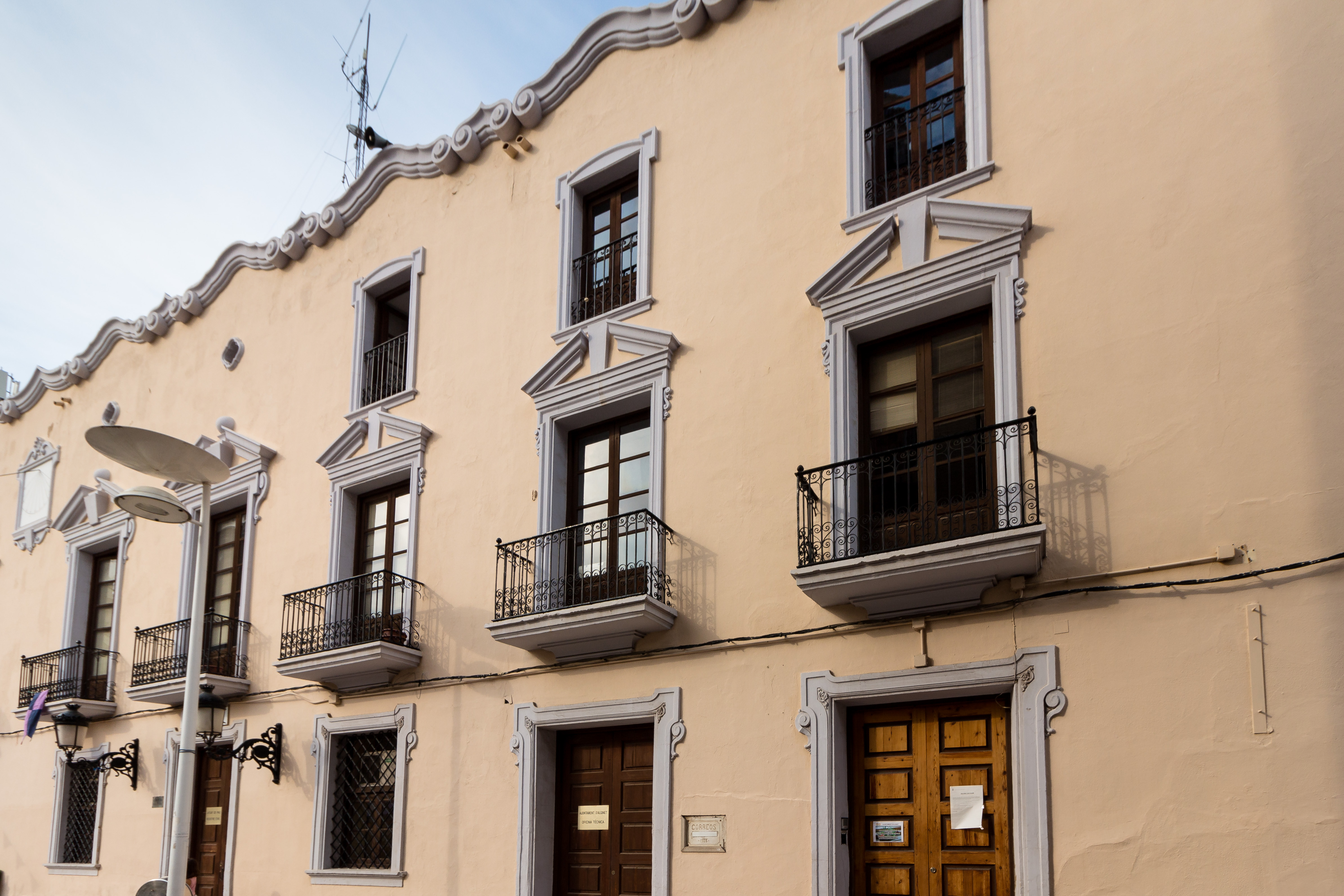
Vista lateral del edificio.

Junto al foso y al torreón, que era una torre vigía convertida en prisión, también se descubrieron un cementerio y la pasarela original de entrada a la fortaleza, situada junto al ayuntamiento. El Ayuntamiento de Alginet restauró el torreón del siglo XVI y el pretil del foso, que consta de un muro que se adapta a la circunferencia de la torre y que fue construido en el siglo XVIII. Para reconstruir el pretil se ha utilizado una piedra con los bordes redondeados original del muro exterior del foso. Una de las peculiaridades de este elemento arquitectónico que rodeaba el Palacio de la fortaleza del Señorío de Alginet es que tiene una profundidad de cinco metros, además a diferencia de otros este foso cuenta con una rampa defensiva para impedir que los enemigos que cayeran a él salieran. Su profundidad y la antigüedad de estos restos arqueológicos del siglo XVI, aunque tienen algunas reformas del XVIII, muestran la importancia de estos elementos.

## Historia
Las primeras noticias del conjunto es el inicio de la construcción del castillo. En el siglo XVI (según Escolano en 1553 y finales del siglo XVI según Sanchis Guarner) Jeroni Cabanyelles, Gobernador de Valencia y señor de Alginet, comenzó a construir el palacio-castillo junto al camino real, con dos torreones almenados en sus ángulos norte y sur para defenderse. Su carácter defensivo se reforzaba con la presencia de profundos fosos en su base. Con el paso del tiempo, a partir del castillo de Cabanyelles, se fue configurando la actual villa de Alginet. A finales del siglo XVII se inició la construcción de la iglesia, el campanario se realizó en el siglo XVIII comenzándose en 1702 y concluyéndose en 1775. La capilla de la Comunión se levantó entre 1737 y 1744. Desde 1812 se tiene constancia de los intereses del municipio en transformar el castillo señorial en Casa Consistorial
De la configuración del primitivo castillo únicamente existe el plano del ”Proyecto de Ensanche”, del año 1870, donde aparece parcialmente el perímetro del castillo.
En 1875 el Ayuntamiento compró al Marqués de Monistrol el castillo para instalar la Casa Consistorial, dos años más tarde se finalizaron las obras para el nuevo uso a cargo del arquitecto Vicente Constantino Marzo. Se cubrió el foso que rodeaba el castillo, se rebajó el torreón almena del ángulo norte hasta la altura de la calle y el torreón sur fue derribado con anterioridad.